# 托波洛夫格勒市鎮
42°5′N 26°20′E / 42.083°N 26.333°E
托波洛夫格勒市，是保加利亞的城鎮，位於該國南部，由哈斯科沃州負責管轄，首府設於托波洛夫格勒，面積711平方公里，2011年人口11,681，人口密度每平方公里16.43人。